# Othonna ovalifolia
Othonna ovalifolia là một loài thực vật có hoa trong họ Cúc. Loài này được Hutch. mô tả khoa học đầu tiên.